# Twisted Sisters
Twisted Sisters est un comics publié par Aline Kominsky et Diane Noomin en 1976.

## Historique de la publication

### 1976
En 1976, Aline Kominsky et Diane Noomin sont deux auteures de comix dont le travail est publié dans le comics Wimmen's Comix édité par Trina Robbins. Mais elles sont déçues par la vision trop idéalisée de la femme qui apparaît dans ce comics féministe. Aussi, elles quittent l'équipe de ce magazine pour créer le leur. Elles proposent leur projet à l'éditeur Last Gasp mais les ventes ne suivent pas et elles ne publient qu'un seul numéro.

### Années 1990
En 1991 une anthologie est publiée sous ce titre (Twisted Sisters: A Collection of Bad Girl Art) et en 1994 Kitchen Sink publie quatre comics sous ce nom, tous édités par Diane Noomin. Ces quatre comics ont été par la suite publiés dans un recueil titré Twisted Sisters, Volume 2: Drawing the Line,.

## Thèmes abordés
Twisted Sisters né de la volonté des deux auteures principales de ne plus proposer une image glamour des femmes mais de les présenter telles qu'elles sont. La couverture du magazine est symptomatique de ce désir puisqu'on y voit Aline Kominsky sur les toilettes en train de se regarder dans un miroir à main. Le ton est cru et ironique et cherche à désidéaliser la femme.

## Influence
Bien que le magazine de 1976 n'ait eu qu'un seul numéro, il a influencé plusieurs auteures comme Phoebe Gloeckner, Julie Doucet ou Ellen Forney.